# Mehele
Mehele – gaun wikas samiti we wschodniej części Nepalu w strefie Meći w dystrykcie Taplejung. Według nepalskiego spisu powszechnego z 2001 roku liczył on 426 gospodarstw domowych i 2364 mieszkańców (1199 kobiet i 1165 mężczyzn).